# George Egerton (2e comte d'Ellesmere)
George Granville Francis Egerton, 2e comte d'Ellesmere (15 juin 1823 - 19 septembre 1862), titré vicomte Brackley entre 1846 et 1857, est un pair britannique et un homme politique conservateur de la famille Egerton.

## Biographie
Il est le fils aîné de Francis Egerton (1er comte d'Ellesmere), et fait ses études à Christ Church, Oxford et au Trinity College, à Cambridge. Le 29 avril 1846, il épouse Mary Campbell (fille du 1er comte Cawdor) et ils ont deux fils, Francis Egerton (3e comte d'Ellesmere) (1847-1914) et Alfred Egerton (1854-1890), député d'Eccles.
En 1847, Lord Brackley devient député de North Staffordshire et occupe ce siège jusqu'en 1851, date à laquelle il démissionne pour cause de maladie. En 1857, il hérite des titres de son père et, à sa mort, en 1862, son fils aîné, Francis, lui succède.